# Mettnau

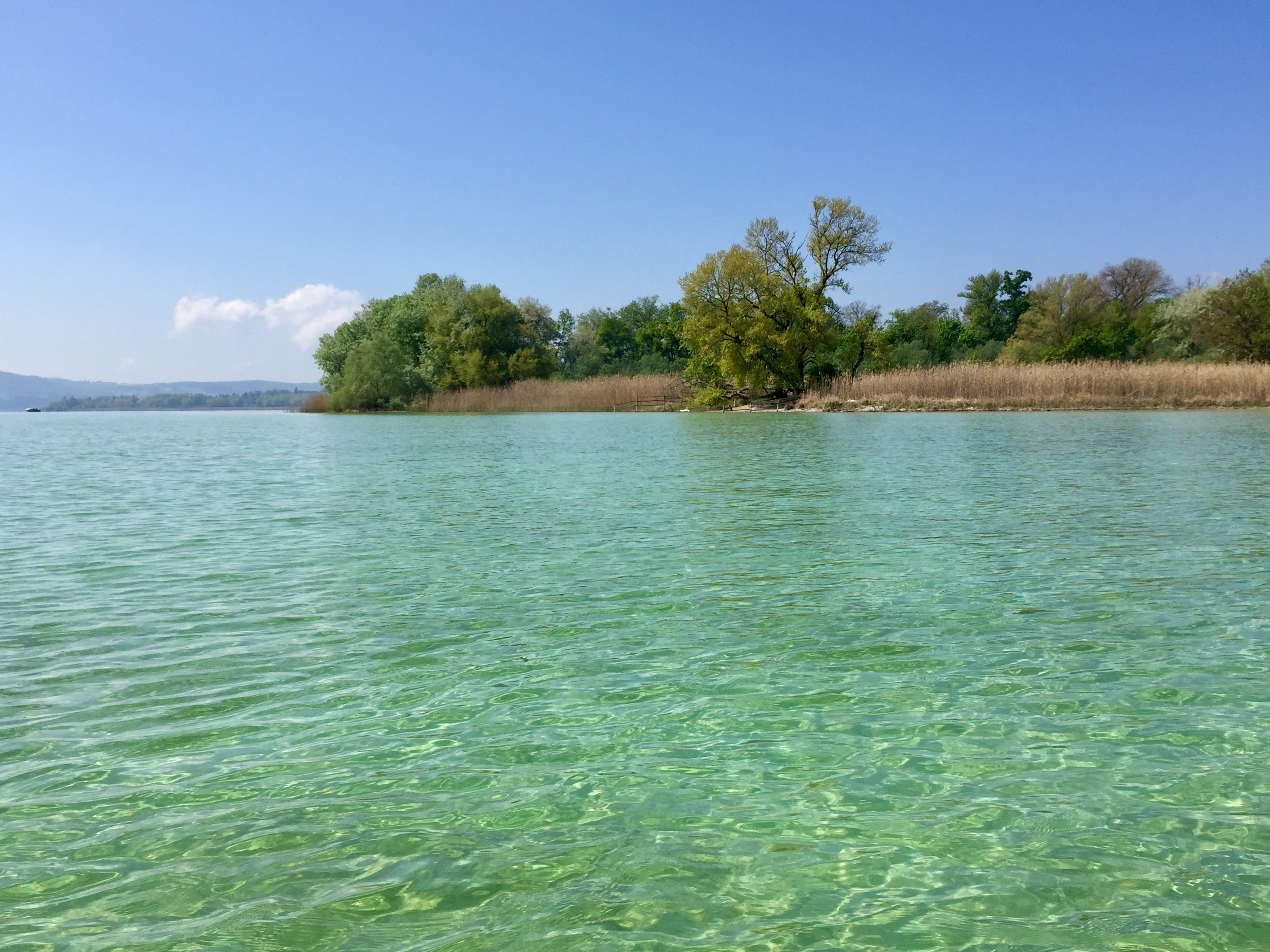
„Mettnauspitze“, aufgenommen vom Markelfinger Winkel. Im Hintergrund die Halbinsel Höri und der Schweizer Seerücken

Die Mettnau ist eine Halbinsel im westlichen Teil des Bodensees, östlich der Stadt Radolfzell. Sie liegt zwischen dem Markelfinger Winkel im Norden und dem Zeller See im Süden und hat bei einer Länge von 3,5 Kilometern und einer Breite von bis zu 800 Metern eine Größe von 180 Hektar.
Ein großer Teil der Halbinsel ist Naturschutzgebiet: Das NSG Halbinsel Mettnau, das auch die kleine südlich vorgelagerte Liebesinsel einschließt, wird im Auftrag des Regierungspräsidiums Freiburg vom Naturschutzbund Deutschland (NABU) betreut.
Erschlossen wird das NSG Mettnau durch den Floericke-Weg – benannt nach dem Naturwissenschaftler Kurt Floericke – und den Mettnau-Turm.

## Naturschutzgebiet

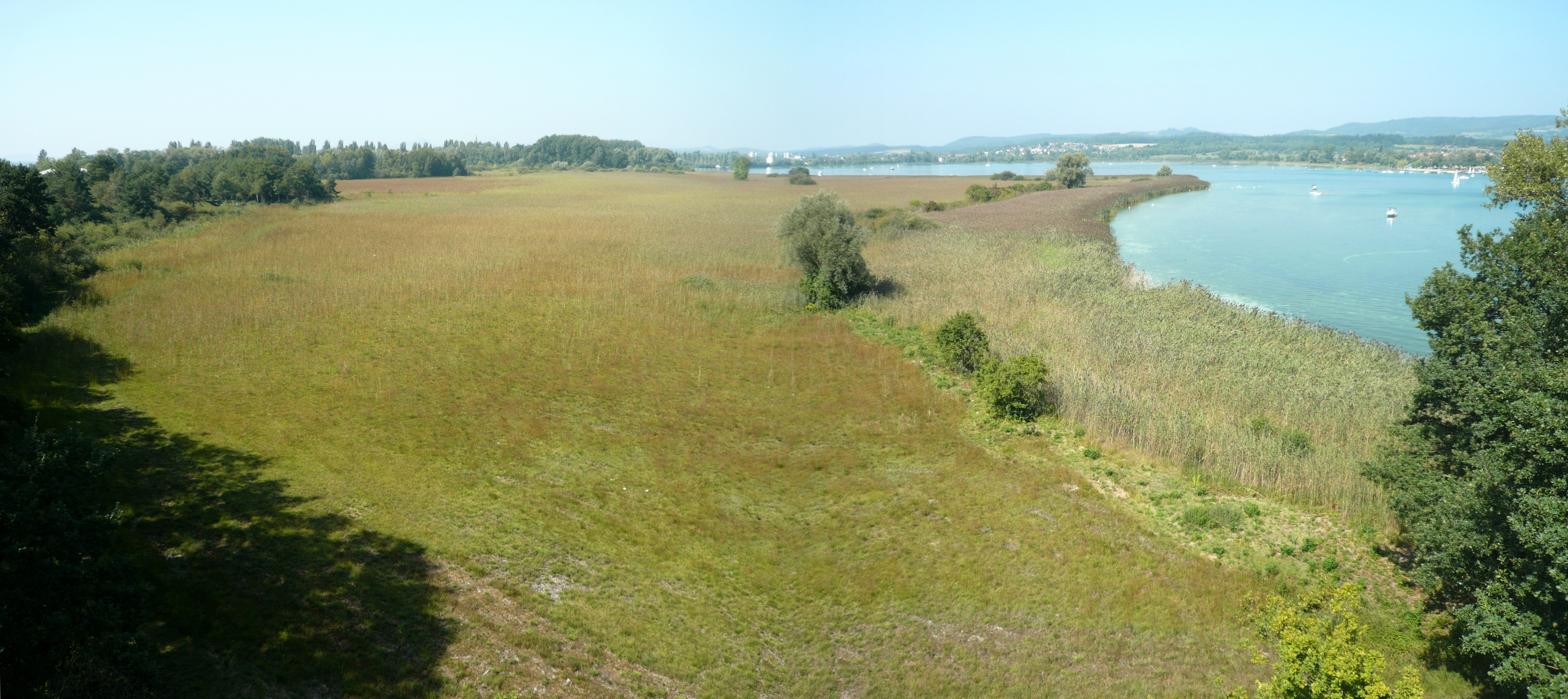
Die Mettnau in Richtung Westen, mit Markelfinger Winkel, aufgenommen vom Mettnau-Turm

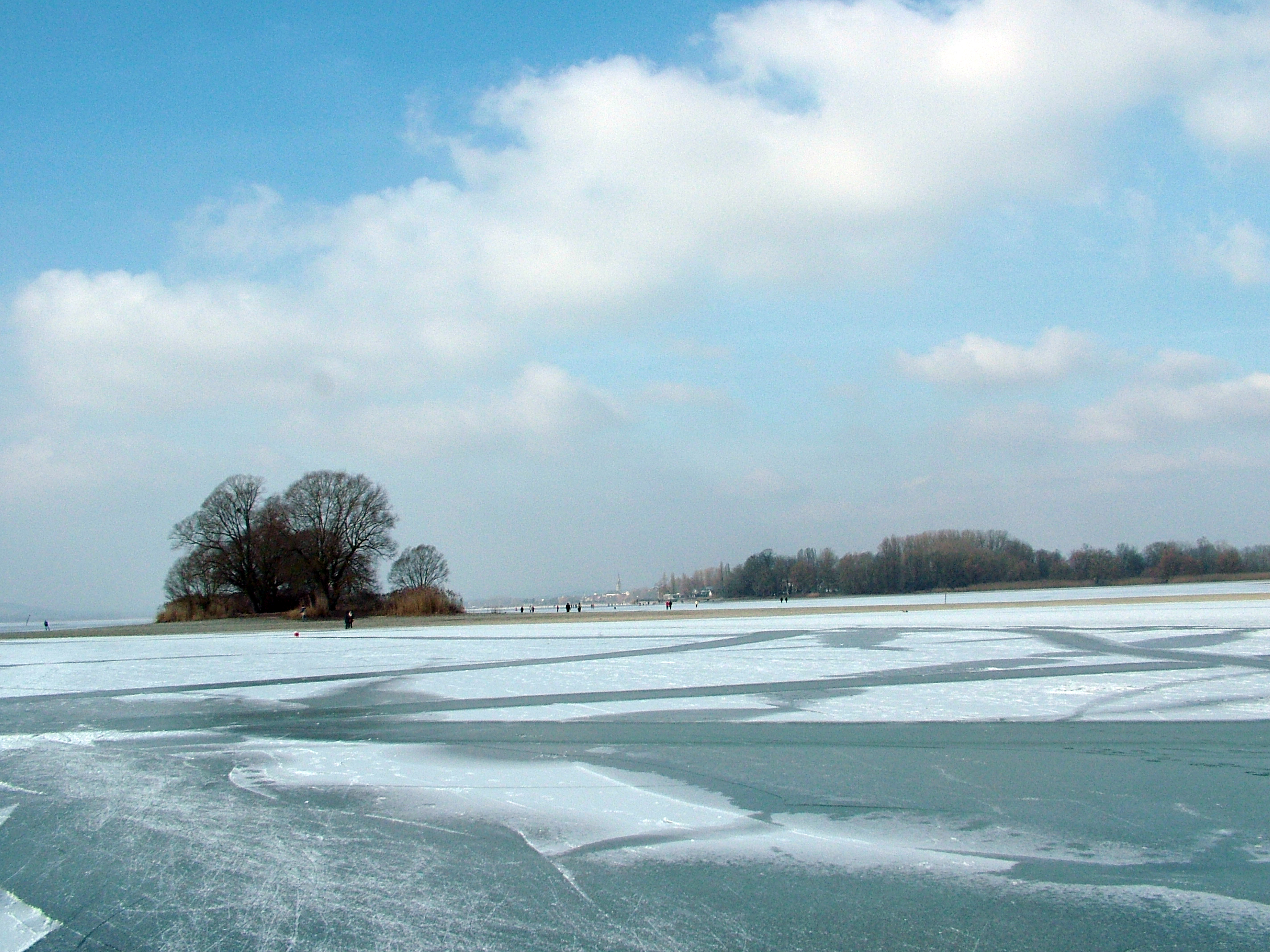
Mettnau und vorgelagerte Liebesinsel im Winter mit vereister Wasseroberfläche und Schlittschuhläufern (Februar 2006, Sichtrichtung Nordwesten); ganz im Hintergrund Radolfzell

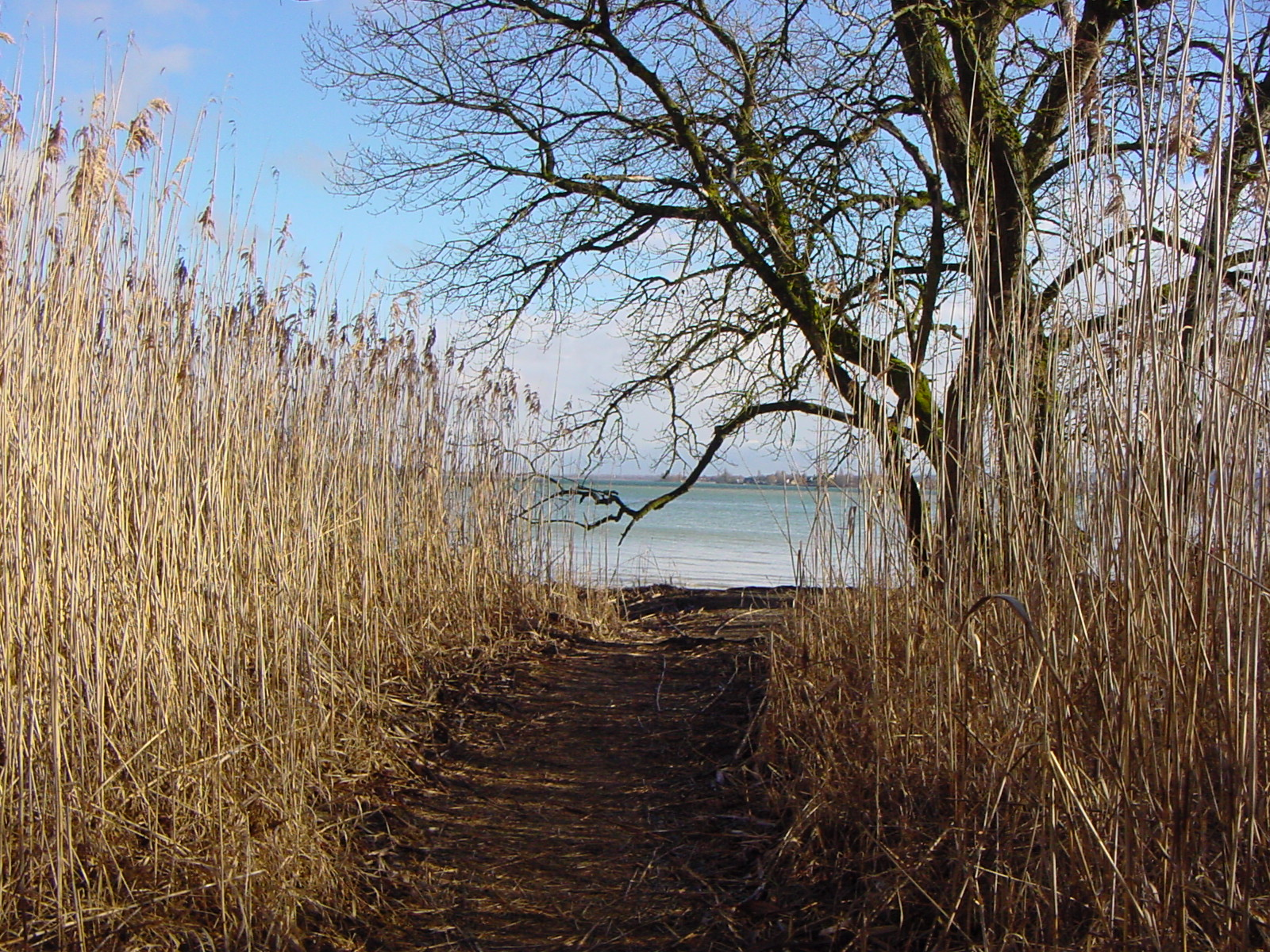
„Mettnauspitze“, am Ende des Floericke-Wegs. Im Hintergrund die Insel Reichenau (Februar 2004)

Die Mettnau wurde auf Initiative des damaligen Radolfzeller Bürgermeisters Otto Blesch bereits 1926 als Naturschutzgebiet ausgewiesen, das NSG  Halbinsel Mettnau zählt damit zu den ersten Deutschlands, aber erst 1984 auf seine heutige Größe von 140 Hektar erweitert. Durch einen zufällig bei Aufschüttungsarbeiten entstandenen Teich hat sich die Halbinsel neben dem Wollmatinger Ried bei Konstanz zum regional bedeutendsten Brutgebiet für Wasservögel entwickelt. Der Teich ist von den Wasserschwankungen des Bodensees unabhängig, wodurch er vor allem für Entenarten einen sicheren Brutplatz bietet. Darüber hinaus liegt er nahe genug an den nährstoffreichen Flachwasserzonen des Markelfinger Winkels, die ausreichend Nahrung für den Nachwuchs bieten.
Das östliche Ende der Halbinsel, „Mettnauspitze“ genannt, wird in der Zeit zwischen 15. April und 31. August vom NABU-Naturschutzzentrum Mettnau für Wanderer und Spaziergänger durch Schließen des Tores ab dem Mettnau-Turm gesperrt, um die störungsfreie Brut und Jungenaufzucht der dort lebenden seltenen Vögel zu gewährleisten.

## Bebauung
Auf der vorderen Hälfte der Halbinsel befindet sich das Kurgebiet. Neben der dort ansässigen Werner-Messmer-Klinik befinden sich hier Gebäude der Mettnau-Kur, eines der bedeutendsten und traditionsreichsten Zentren für Bewegungstherapie in Deutschland, sowie das Scheffelschlösschen, die ehemalige Villa des Dichters Joseph Victor von Scheffel. Diese ist heute Sitz der Kurverwaltung. Neben dem Strandbad und einem Restaurationsbetrieb befindet sich ein Schiffsanleger, der von den Bodensee-Schiffsbetrieben angelaufen wird. Auf der hinteren Halbinsel gibt es eine Feldstation der Vogelwarte Radolfzell und den Mettnau-Turm (bis vor wenigen Jahren noch Ludwig-Finckh-Turm genannt). Auf der äußersten Spitze der Halbinsel befindet sich außerdem das nicht öffentlich zugängliche Viktor-von-Scheffel-Denkmal, ein von Gero Hellmuth geschaffenes Kleindenkmal.